# 서해안선 (철도)
서해안선(西海岸線)은 전라북도 및 전라남도의 서해안 일대에 계획되었던 철도로, 제3공화국 시기에 착공하였으나 완성되지 못한 철도이다. 총 길이는 35km이고, 총 공사비는 12억 2500만원(당시 화폐)이었다.  경유 예정인 지역은 부안군, 고창군, 영광군이었다.

## 노선 정보
서해안선은 계획에 따라 표기가 제각기이나, 여러 자료를 바탕으로 미루어 김제~학교간의 본선과, 대야~죽산간의 지선으로 구성된 것으로 추정된다.
- 노선 연장
  - 김제~학교 : 124.0km
  - 대야~죽산 : 22.3km
- 궤간 : 1435mm(표준궤)
- 역 수 : 불명

## 역사
서해안선 철도는 다른 미완성 철도와 유사하게 1965년에 철도건설7개년계획에 처음으로 등장한다. 노선은 김제~학교 간을 호남선과 병행하여 해안선 측을 따라 운행하는 본선과, 군산선 대야역에서 본선상에 위치한 역인 죽산을 연결하는 지선으로 계획되어 있었다. 1967년 4월 12일에 박정희 대통령 주도 하에 김제에서 기공식이 거행되었으며, 당해년도에는 4.3%의 공사를 진행하고, 1976년까지 공사를 진행할 계획이었다. 1970년의 보도에 따르면, 공사는 사실상 포기상태에 이르렀으며 고속화도로 시설로 전환을 검토하기에 이른다.
- 1967년 4월 12일 : 서해안선 기공

## 같이 보기
- 서해안고속도로 : 고속도로의 문서. 거의 동일한 선형을 구성하고 있다.
- 김제역, 학교역, 대야역 : 접속역으로 계획된 역들.